# Вёльфли, Марко
Ма́рко Вёльфли (нем. Marco Wölfli; 22 августа 1982, Гренхен, Золотурн) — швейцарский футболист, вратарь. Выступал за сборную Швейцарии.

## Карьера

### Клубная

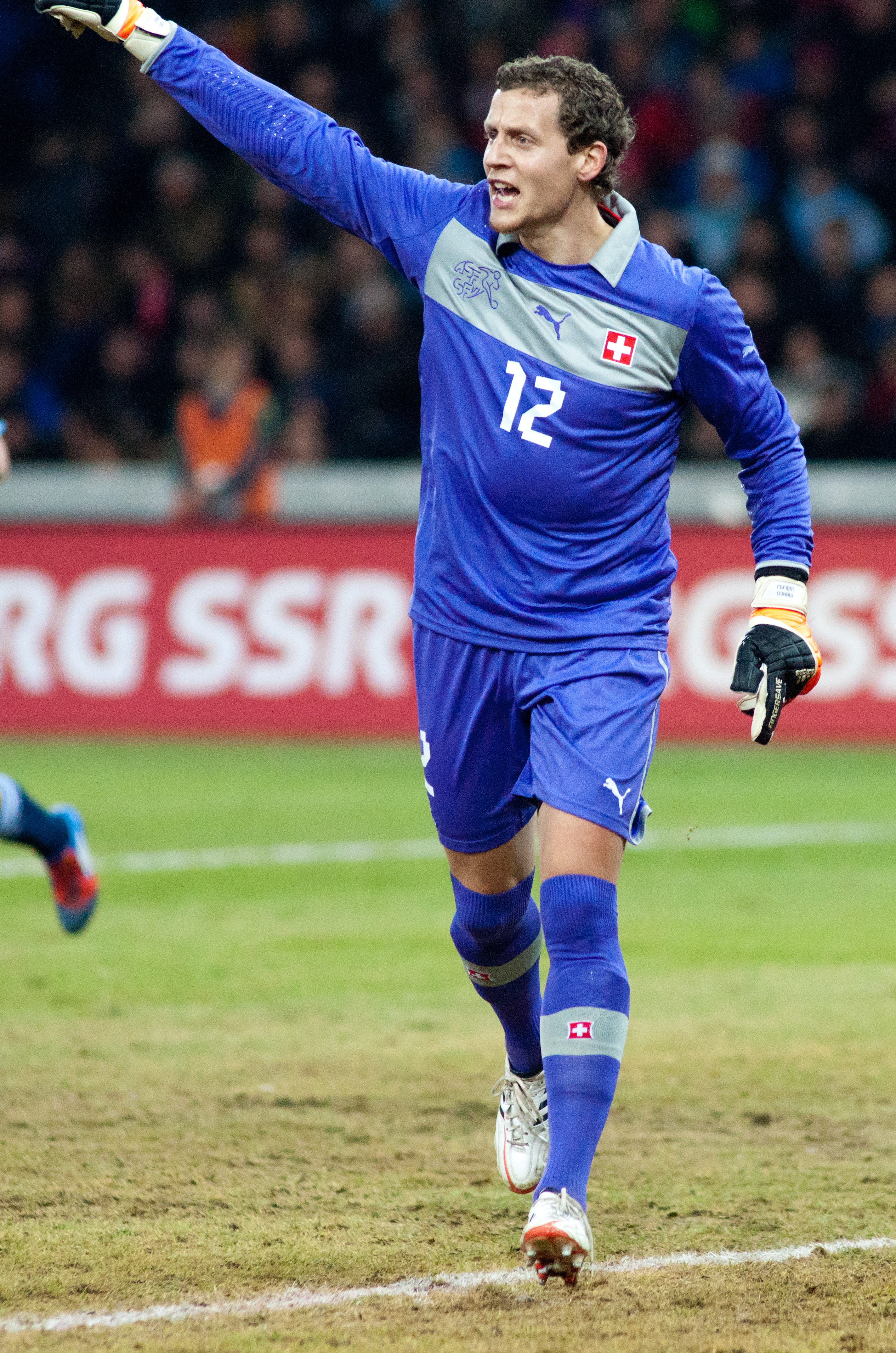
Вёльфли в матче за сборную Швейцарии

Вёльфли провёл свой первый матч за «Янг Бойз» в сезоне 1999/00. Команда тогда играла в Национальной лиге Б. Два года спустя Марко перешёл в «Тун», добившийся повышения в классе. В «Туне» Вёльфли проявил себя как перспективный игрок и летом 2003 года вновь вернулся в «Янг Бойз» и стал основным голкипером бернского клуба.
Перед началом сезона 2009/10 стал капитаном «Янг Бойз», заменив на этом посту Томаса Хаберли. Контракт голкипера с клубом рассчитан до 2015 года.

### Международная
В промежуток с 2001 по 2004 год провёл 24 матча в молодёжной сборной Швейцарии.
В основной сборной дебютировал 19 ноября 2009 года, сыграв в матче с командой Финляндии. В 2010 году попал в заявку сборной на чемпионат мира в качестве одного из дублёров Диего Бенальо.